# Битка код Кокосових острва
Битка код Кокосових острва (Battle of Cocos), вођена 9. новембра 1914, била је поморска битка у Индијском океану током Првог светског рата, у којој је аустралијска крстарица Сиднеј уништила немачку крстарицу Емден.

## Позадина
Пошто ју је почетак Првог светског рата затекао на Далеком истоку, немачка крстарица Емден је по наређењу адмирала Максимилијана фон Шпеа упућена у Индијски океан, где је водила успешан крстарички рат од средине септембра до краја октобра 1914, потопивши 15 трговачких бродова, 1 руску крстарицу и 1 француски разарач. Крстарицом је командовао капетан фрегате Карл Милер.

## Битка
Пошто је 28. октобра извршио успешан препад на луку Пенанг на Малајском полуострву, Емден се са пратњом од 4 заробљена брода натоварена залихама и заробљеницима упутио према Кокосовим острвима.
9. септембра, Емден је пристао на Кокосова острва и искрцао десантни одред  (3 официра, 44 подофицира и морнара), који је уништио кабловску и радио станицу, и пресекао кабл за Аустралију. За то време, Емден је изненадила јача аустралијска крстарица Сиднеј (депласман 5.490 т, 8  топова 152 мм, брзина 25.5 чворова) и после једноипочасовне борбе тешко ју је оштетила, па је морала бити насукана на острво Норт Килинг (North Keeling Island).

## Последице
Једрењак Ајша са 47 немачких морнара пристаје у
Погинуло је и рањено 63% посаде, а остатак је заробљен. Од бродова пратилаца Емдена 3 су запленили Британци, а један је потопила немачка посада.
Десантни одред са Емдена, који није стгао да се врати на брод, избегао је заробљавање, запленио једрењак Ајша (енгл. Ayesha) од 97 т и са њим стигао 27. новембра у Паданг на западној обали Суматре. Кад је успоставио везу са немачким трговачким бродовима, који су се тамо склонили, отпловио је на отворено море, 14. децембра прекрцао људство на немачки пароброд Choising, потопио Ајшу и ноћу 8/9. јануара 1915. упловио у отоманску луку Худајду (Јемен) на Црвеном мору. Одатле се пробио до хеџаске железнице и стигао у Цариград, у састав немачко-турске флоте.